# Маттіас Елунд
Маттіас Елунд (швед. Mattias Öhlund; народився 9 вересня 1976 у м. Пітео, Швеція) — шведський хокеїст, захисник.  
Виступав за ХК «Пітео», ХК «Лулео», «Ванкувер Канакс», «Тампа-Бей Лайтнінг».
У складі національної збірної Швеції учасник зимових Олімпійських ігор 1998, 2002, 2006 і 2010, учасник чемпіонатів світу 1997, 1998 і 2001, учасник Кубка світу 2004. У складі молодіжної збірної Швеції учасник чемпіонатів світу 1994, 1995 і 1996. У складі юніорської збірної Швеції учасник чемпіонату Європи 1994.
Олімпійський чемпіон (2006). Чемпіон світу (1998), срібний призер (1997), бронзовий призер (2001). Чемпіон Швеції (1996), срібний призер (1997). 